# Caecognathia hodgsoni
Caecognathia hodgsoni är en kräftdjursart som först beskrevs av Vanhoeffen 1914.  Caecognathia hodgsoni ingår i släktet Caecognathia och familjen Gnathiidae. Inga underarter finns listade i Catalogue of Life.